# HMS Ajax (1767)
A HMS Ajax a Brit Királyi Haditengerészet 74 ágyús harmadosztályú sorhajója volt. 1767. december 23-án bocsátották vízre. Tervezője William Bateley volt. Az Amerikai függetlenségi háború idején részt vett a St. Vincent-foki csatában, a Chesapeake-i csatában, a Saintes-i csatában és a Saint Kitts-i csatában.
1785-ben eladták, majd lebontották.

## Fordítás
- Ez a szócikk részben vagy egészben  a   HMS Ajax (1767) című angol Wikipédia-szócikk fordításán alapul.  Az eredeti cikk szerkesztőit annak laptörténete sorolja fel. Ez a jelzés csupán a megfogalmazás eredetét és a szerzői jogokat jelzi, nem szolgál a cikkben szereplő információk forrásmegjelöléseként.